# Демидов Кузьма Прохорович
Кузьма Прохорович Демидов (1868, Умань — 12 вересня 1931, Київ) — артист опери (бас), драми і хоровий диригент.

## Біографія

Могила Кузьми Демидова і Людмили Проценко

Народився в 1868 році в Умані. З 1889 року виступав в українських трупах Г. Деркача, М. Л. Кропивницького, М. К. Садовського, П. К. Саксаганського, О. Л. Суходольського, з 1903 року — у різних оперних трупах.
У 1918—1921 роках — соліст Київської опери. У ці ж роки був регентом хору Володимирського собору в Києві.
Помер 12 вересня 1931 року. Похований в Києві на Лук'янівському цвинтарі (ділянка № 30, ряд 9, місце 8(1)). У 2000 році до нього підхоронили його внучку — Проценко Людмилу Андріївну.